# Stacey Donovan
Stacey Donovan (Encino, 9 ottobre 1964) è un'attrice pornografica statunitense.
Alla fine del 1980 ha testimoniato alla Commissione Meese, una inchiesta sulla industria pornografica statunitense voluta dal presidente Ronald Reagan. Da allora sostenne di essere stata inserita nella lista nera da parte dell'industria di film per adulti. Il suo ultimo film è stato realizzato nel 1994.

## Filmografia parziale
- Angels of Passion (1986)
- Miami Spice 2 (1986)
- Pleasure Maze (1986)
- Gentlemen Prefer Ginger (1985)
- Pink Lagoon (1984)
- Surrender in Paradise (1984)